# Hoa lục đậu
Hoa lục đậu (tiếng Hàn: 녹두꽃; Romaja: Nokdukkot; tên quốc tế: Mung Bean Flower) là một bộ phim truyền hình Hàn Quốc đã được phát sóng với sự tham gia của Jo Jung-suk, Yoon Shi-yoon và Han Ye-ri. Bộ phim sẽ được trình chiếu trên kênh truyền hình SBS vào 22 giờ tối cả thứ 6 và thứ 7 hàng tuần từ 26 tháng 4 năm 2019, ngay sau khi bộ phim Luật sư nhiệt huyết kết thúc.

## Tóm tắt
Bộ phim lấy bối cảnh những năm 1894-1895 khi Phong trào nông dân Đông Học - một cuộc nổi dậy chống chế độ phong kiến và chống các thế lực nước ngoài (Đế quốc Nhật và triều đình nhà Thanh) đang diễn ra mạnh mẽ. Phim kể về câu chuyện của hai anh em cùng cha khác mẹ Baek Yi-kang và Baek Yi-hyun, cả hai cùng tham gia chiến đấu trong Trận chiến Ugeumchi - một trận đánh quyết định trong Phong trào Đông Học; nhưng họ lại ở hai chiến tuyến đối nghịch.
Baek Yi-Kang là con trai trưởng của một gia đình quý tộc. Bố của anh giàu có và là một vị quan địa phương có tiếng. Tuy nhiên, mẹ của Yi-Kang lại thuộc tầng lớp thấp kém, vì vậy nên Yi-Kang luôn bị mọi người coi thường.
Song Ja-In là con gái độc nhất của người đứng đầu nhóm thương nhân lớn. Cô cũng là chủ nhân của Jeonjoo Yeokak, một quá trọ chuyên buôn bán hàng hóa. Ja-In có tính cách can đảm, luôn giữ được bình tĩnh dưới áp lực và có sức thu hút lớn. Mơ ước của cô là trở thành thương nhân giỏi nhất ở Joseon.
Baek Yi-Hyun là em trai cùng cha khác mẹ với Yi-Kang. Yi-Hyun thông minh, đã vượt qua mọi kỳ thi và được học tập tại Nhật Bản và đang chuẩn bị cho kỳ thi vào triều đình. Anh có ngoại hình ưu tú, tính tình cao quý và luôn có phong thái rất tao nhã. Không giống như Yi-Kang, Yi-Hyun là con trai đích vì là con của chính thiếp có tầng lớp cao quý. Yi-Hyun là người hoàn hảo, có mọi thứ ngay từ khi sinh ra nhưng lại đối xử rất tốt với người anh trai của mình.

## Diễn viên

### Vai chính
- Jo Jung-suk vai Baek Yi-kang

Người con trai ngoài giá thú do mẹ vốn là người hầu của cha mình, luôn bị phân biệt vì địa vị thấp kém của mẹ mình.
- Yoon Shi-yoon vai Baek Yi-hyun

Em trai của Yi-Kang, là con trai đích của gia đình. Yi-Hyun được học tập dưới nền giáo dục ưu tú của Nhật Bản và đang chuẩn bị cho kỳ thi làm quan trong triều đình.
- Han Ye-ri vai Song Ja-in

Con gai của một gia đình ưu tú, có tính cách lôi cuốn và rất mạnh mẽ. Cô sở hữu một quán trọ vốn là nơi giao dịch buôn bán của các thương nhân.

### Vai phụ
- Park Hyuk-kwon vai Baek Ga

Cha của Yi-kang và Yi-hyun, một vị quan địa phương giàu có và khét tiếng ở Gobu. Ông luôn thèm khát danh vọng vì sinh ra trong thân phận thấp kém.
- Min Sung-wook vai Choi Kyung-seon

Đồng minh của Yi-kang, người chỉ huy đơn vị quân tiên phong của quân nổi dậy.
- Choi Moo-sung vai Jeon Bong-joon

Chủ nhân của nhà bào chế thuốc địa phương, sau trở thành người lãnh đạo cách mạng..
- Kim Sang-ho[9]
- Choi Won-young[10]
- Jo Hyun-sik[11]
- Park Gyu-young[12]
- Byung Heon[13]

## Sản xuất
- Tiêu đề tiền sản xuất ban đầu của bộ phim là: Ugeumchi (tiếng Hàn: 우금티), là địa danh nổi tiếng với Trận chiến Ugeumchi trong Phong trào nông dân Đông Học.[3]
- Buổi đọc kịch bản đầu tiên đã được tổ chức vào tháng 1/2019 tại SBS Ilsan Production Center.[5]
- Phim được đạo diễn bởi Shin Kyung-soo, là đạo diễn phim Lục long tranh bá.

## Tỷ suất lượt xem
- Số màu xanh: tỷ suất thấp nhất và số màu đỏ: tỷ suất cao nhất.
- K: không được xếp hạng trong top 10 chương trình hàng ngày vào ngày đó.

| Tập        | Ngày phát sóng | Tỷ lệ khán giả trung bình | Tỷ lệ khán giả trung bình | Tỷ lệ khán giả trung bình |
| Tập        | Ngày phát sóng | AGB Nielsen               | AGB Nielsen               | TNmS                      |
| Tập        | Ngày phát sóng | Toàn quốc                 | Seoul                     | TNmS                      |
| ---------- | -------------- | ------------------------- | ------------------------- | ------------------------- |
| 1          | 26/04/2019     | %                         | %                         | %                         |
| 2          | 26/04/2019     | %                         | %                         | %                         |
| 3          | 27/04/2019     | %                         | %                         | %                         |
| 4          | 27/04/2019     | %                         | %                         | %                         |
| 5          | 03/05/2019     | %                         | %                         | %                         |
| 6          | 03/05/2019     | %                         | %                         | %                         |
| 7          | 04/05/2019     | %                         | %                         | %                         |
| 8          | 04/05/2019     | %                         | %                         | %                         |
| 9          | 10/05/2019     | %                         | %                         | %                         |
| 10         | 10/05/2019     | %                         | %                         | %                         |
| 11         | 11/05/2019     | %                         | %                         | %                         |
| 12         | 11/05/2019     | %                         | %                         | %                         |
| 13         | 17/05/2019     | %                         | %                         | %                         |
| 14         | 17/05/2019     | %                         | %                         | %                         |
| 15         | 18/05/2019     | %                         | %                         | %                         |
| 16         | 18/05/2019     | %                         | %                         | %                         |
| 17         | 24/05/2019     | %                         | %                         | %                         |
| 18         | 24/05/2019     | %                         | %                         | %                         |
| 19         | 25/05/2019     | %                         | %                         | %                         |
| 20         | 25/05/2019     | %                         | %                         | %                         |
| 21         | 31/05/2019     | %                         | %                         | %                         |
| 22         | 31/05/2019     | %                         | %                         | %                         |
| 23         | 01/06/2019     | %                         | %                         | %                         |
| 24         | 01/06/2019     | %                         | %                         | %                         |
| 25         | /2019          | %                         | %                         | %                         |
| 26         | /2019          | %                         | %                         | %                         |
| 27         | /2019          | %                         | %                         | %                         |
| 28         | /2019          | %                         | %                         | %                         |
| 29         | /2019          | %                         | %                         | %                         |
| 30         | /2019          | %                         | %                         | %                         |
| 31         | /2019          | %                         | %                         | %                         |
| 32         | /2019          | %                         | %                         | %                         |
| 33         | /2019          | %                         | %                         | %                         |
| 34         | /2019          | %                         | %                         | %                         |
| 35         | /2019          | %                         | %                         | %                         |
| 36         | /2019          | %                         | %                         | %                         |
| 37         | /2019          | %                         | %                         | %                         |
| 38         | /2019          | %                         | %                         | %                         |
| 39         | /2019          | %                         | %                         | %                         |
| 40         | /2019          | %                         | %                         | %                         |
| 41         | /2019          | %                         | %                         | %                         |
| 42         | /2019          | %                         | %                         | %                         |
| 43         | /2019          | %                         | %                         | %                         |
| 44         | /2019          | %                         | %                         | %                         |
| 45         | /2019          | %                         | %                         | %                         |
| 46         | /2019          | %                         | %                         | %                         |
| 47         | /2019          | %                         | %                         | %                         |
| 48         | /2019          | %                         | %                         | %                         |
| Trung bình | Trung bình     | %                         | %                         | %                         |